# Olivia Putman
Pour les articles homonymes, voir Putman.
Olivia Putman est une designer française née le 24 juin 1964 à Paris.
En 2007, Andrée Putman, sa mère, lui confie la direction artistique du Studio Putman. Elle travaille dans les domaines de l'architecture intérieure de la scénographie et du design.

## Enfance et jeunesse
Olivia Putman grandit à Paris entre sa mère Andrée Putman, designer et son père, Jacques Putman, collectionneur, éditeur et critique d'art. Le cercle familial et ses sorties adolescentes au Palace lui offrent des rencontres artistiques des plus éclectiques. Elle se lie d'amitié avec entre autres Christian Louboutin, Farida Khelfa, Vincent Darré ou Pierre et Gilles. C'est une époque de grande liberté et de foisonnement artistique dont elle profite pour former son regard et nourrir ses ambitions créatives.

## Début de carrière (1987-1993)
Baccalauréat en poche, Olivia Putman s'oriente vers une licence d'histoire de l'art obtenue en 1987 à la Sorbonne. Elle divise alors son temps et son espace de travail entre Paris et New York. Elle rencontre le peintre ivoirien Ouattara Watts, dont elle deviendra l'agent et croise le chemin de Jean-Michel Basquiat, avec lequel elle restera amie jusqu'à sa mort. 
Olivia Putman endosse pour la première fois le rôle de commissaire d'exposition pour « Le Chiffre dans l'art contemporain », présenté au parc floral de Paris à Vincennes en 1988. Avec l'appui de son ami Léo Castelli, elle y présente, entre autres, des œuvres de Jasper Johns ou Mario Merz. 
À la suite de cette première expérience, Olivia Putman choisit de se consacrer à la promotion de créateur émergents. Elle s'engage alors au sein de l'association Usines éphémères, qui récupère des lieux désaffectés et les convertit en ateliers d'artistes et espaces d'exposition. C'est ainsi qu'en 1990 le collectif investit 15 000 m2 de l'ancien hôpital Bretonneau dans le 18e arrondissement parisien, les transformant en un lieu culturel foisonnant, l'Hôpital éphémère,. 

## Paysagisme (1994-2006)
Olivia Putman se tourne vers le Land art, qui la séduit de plus en plus. En 1994, elle travaille avec Jean-Paul Ganem sur des projets de jardins éphémères associant art et agriculture. Elle accompagne pendant deux ans le paysagiste Louis Benech alors qu'il réaménage entre autres le jardin des Tuileries et le jardin du Palais de L'Élysée à Paris. Dès 2000, son travail est récompensé puisque le projet qu'elle imagine pour les Parfums Caron reçoit le prix Jardin de rêve au festival des Jardins de Saint-Cloud. Olivia Putman collabore ponctuellement avec l'agence Andrée Putman, pour laquelle elle intervient en tant que paysagiste. Elle imagine des jardins partout dans le monde dont un pour Marc Jacobs au pied de la tour Eiffel.

## Le studio Putman, de mère en fille (depuis 2007)
En 2007, Olivia Putman reprend la direction artistique de l'agence Andrée Putman, un souhait de longue date de la fondatrice. L'agence Andrée Putman devient alors « Studio Putman ».    
Chaque année, elle dessine des objets et de nouveaux mobiliers réalisés avec les meilleurs artisans français,. Elle remporte le Prix du meilleur design de Los Angeles en 2015 pour la collection de robinetterie Métamorphoses. En parallèle, elle propose des scénographies pour des expositions ou des artistes, participe à des projets avec Lalique, Nina Ricci ou Herzog et de Meuron. Elle déclare : « La tradition n'a de sens que si nous la réinventons en permanence. Soucieuse des enjeux de notre époque, de notre responsabilité environnementale, nourrie de savoir-faire anciens, j'ai la chance de réfléchir pour proposer de nouveaux décors à nos vies accélérées. »
Le Studio Putman imagine des bureaux et des projets résidentiels pour les grands acteurs de la promotion immobilière : Bouygues, Eiffage, Covea, Gecina, Crédit agricole Immobilier,...

## L'architecture intérieure
- 2008 - Hôtel Morgans, New York [15]
- 2009 - Hôtel « The Rivage », Hong Kong [16]
- 2011 - Fédération nationale des travaux publics, Paris [17]
- 2012 - Olivia Putman remporte le concours organisé par LATAM Airways et conçoit les lounges VIP des aéroports de Buenos Aires et Bogotá[18].
- 2013 - Hôtel Sofitel Paris Arc de Triomphe, Paris [19]
- 2014 - Hôtel Can Faustino, Minorque [20]
- 2014 - Lounge VIP, aéroport de São Paulo, Brésil[21] et aéroport  de Santiago, Chili
- 2016 - Aménagement d'un yacht de 58 mètres[22]
- 2016 - « Esprit Sagan », Paris, Pitch Promotion
- 2016 - Espace Cézanne, Paris, SFL
- 2016 - « 8, rue Campagne Première », Altaréa Cogédim
- 2017 - « D'une rive à l'autre », Neuilly-sur-Seine, Bouygues Premium
- 2017 - Euromed Center, Crédit agricole Immobilier
- 2018 - Siège social du groupe Lagardère Active, Levallois-Perret
- 2018 - Villas pour l'hôtel Christopher, Saint-Barthélemy[23]

## La scénographie
- 2009 - Exposition Madeleine Vionnet, Musée des Arts Décoratifs, Paris
- 2010 - Mise en scène des concerts de Christophe à l'Olympia, Paris
- 2010 - Exposition « Andrée Putman, ambassadrice du style » avec Sébastien Grandin (250 000 visiteurs), hôtel de Ville, Paris [24]
- 2013 - Olivia Putman devient l'ambassadrice de la création française à l'occasion du salon Ambiente, Francfort
- 2013 - Exposition « Le Temps des Collections », musée des beaux-arts de Rouen[25]
- 2014 - Expositions rétrospectives autour des créations du Studio Putman, festival French May, Hong Kong[26]

## Le design
- 2008 - Chaise « Rive gauche » pour Drucker
- 2010 - Olivia Putman remporte le concours Nespresso et crée la collection « Ritual » [27]
- 2011 - Collection « Inside Out » pour Fermob
- 2011 - Olivia Putman est nommée directrice artistique de la maison Lalique. Création de la collection « Orgue »
- 2011 - Collection « Belle Étoile » pour Serralunga
- 2012 - Collection de tissus pour Pierre Frey
- 2012 - Collection « Jour de fête » pour Charles Paris
- 2013 - Olivia Putman livre son interprétation du flacon l'« Air du temps » de Nina Ricci[28]
- 2013 - Collection de robinetterie « O » pour THG
- 2013 - Collection « Contrast » pour Made.com
- 2013 - Création d'un flacon et de son écrin pour les cognacs Hine
- 2014 - Collection « Time Flies » pour le galeriste Ralph Pucci, New York
- 2014 - Collection de mobilier « Dialogues », dans le cadre du French May, Hong-Kong [29]
- 2015 - Collection « Métamorphose » pour THG, prix du meilleur design au salon BD WEST en Californie
- 2019 - Collection de mobilier urbain pour Fiminco

## Récompenses et distinctions
- 2000 - Prix Jardin de rêve au festival des Jardins de Saint-Cloud pour un jardin dessiné pour les Parfums Caron[30]
- 2009 - Olivia Putman remporte le concours Nespresso[31]
- 2012 - Olivia Putman remporte le concours de LATAM Airways pour l'aménagement de quatre aéroports en Amérique du Sud
- 2015 - Prix du meilleur design au salon BD West en Californie pour la collection THG[32]

## Vie privée
Elle a quatre enfants, Julien, Noé, Carl et Louis.